# 姚以緹
姚以緹（1986年02月25日—），台灣女演員，父親為台灣花蓮原住民（阿美族）。畢業於台北市立體育學院，自小學開始研習手球運動，曾獲選為中華台北手球代表隊。2014年於李崗導演、蕭力修導演所執導的電影《想飛》中，飾演女飛官「喬千惠」一角，帥氣亮眼形象成為觀眾討論焦點。2016年參演公視人生劇展《衣櫃裡的貓》，此片更入圍第18屆台北電影獎劇情長片及第51屆電視金鐘獎的多項肯定。2017年與張震領銜主演日本鬼才導演Sabu之電影「Mr Long」，該片入圍第67屆柏林國際電影節主競賽單元，姚以緹亮麗登上國際紅毯。與吳慷仁共同主演的電影《引爆點》於2018年8月上映。參演的電影《江湖無難事》2019年入圍第56屆金馬獎最佳女配角獎項，隔年2020年姚以緹獲得第22屆台北電影獎最佳女配角獎項。

## 演出作品

### 長篇劇集
| 播出日期       | 劇名                           | 飾演        | 頻道                            | 備註 |
| 2006年12月4日  | 《天使情人》                   | 欣怡        | 衛視中文台                      |      |
| 2007年4月13日  | 《太陽的女兒》                 | 尤瑪        | 華視                            |      |
| 2012年5月12日  | 《小孩大人》                   | 夏秀敏      | 公視                            |      |
| 2012年6月27日  | 《我們發財了》                 | 徐安倫      | 三立都會台                      |      |
| 2015年4月19日  | 《星座愛情獅子女》             | 何心潔      | 民視                            |      |
| 2015年12月9日  | 《舞吧舞吧在一起》             | 許欣華      | LINE TV、緯來戲劇台、三立都會台 |      |
| 2016年6月20日  | 《火車情人》                   | 雷蕾        | 華視                            |      |
| 2019年6月24日  | 《浮士德遊戲2》                | 李媛        | 衛視電影台、星衛HD電影台、FOX+  |      |
| 2019年8月16日  | 《用九柑仔店》                 | 阿慧        | 三立都會台                      |      |
| 2020年3月28日  | 《覆活》                       | 徐明菲 KIKI | 台視、八大戲劇台                |      |
| 2021年9月3日   | 《逆局》                       | 吳玉馨      | 愛奇藝、緯來電影台、台視        |      |
| 2021年10月22日 | 《比悲傷更悲傷的故事：影集版》 | 余晨曦      | Netflix                         |      |
| 2022年9月21日  | 《台北女子圖鑑》               | 郭安禾      | Disney+                         |      |
| 2023年6月19日  | 《鬼之執行長》                 | 梁靜雰      | 三立都會台、華視                |      |
| 2023年9月17日  | 《有生之年》                   | 奈緒        | 八大戲劇台、華視、TVBS歡樂台    |      |
| 2024年2月10日  | 《何百芮的地獄毒白》           | 游倩        | HBO GO、愛奇藝                  |      |
| 2024年11月7日  | 《影后》                       | 潔宓        | Netflix                         |      |
| 2025年         | 《何百芮的地獄毒白2》          | 游倩        |                                 |      |

### 迷你劇集
| 播出日期      | 劇名                            | 飾演                                 | 頻道               | 備註 |
| 2017年9月13日 | 《魔幻對決》                    | 林明潔                               | 公共電視           |      |
| 2022年3月27日 | 《良辰吉時》                    | 小蘇/紅燈區的女子/林莉敏/女警/王子安 | CATCHPLAY+、HBO GO |      |
| 2024年4月30日 | 《就算一個人也可以好好的吃飯》  | 范湘                                 | 公視+              |      |
| 2026年        | 《就算一個人也可以好好的吃飯2》 | 范湘                                 | 公視+              |      |

### 電視電影
| 播出日期 | 劇名                   | 飾演       | 頻道       | 備註                               |
| 2006年   | 《圖騰轉呀轉》         | 巴奈       | 東森戲劇台 |                                    |
| 2013年   | 《小丘》               | 小丘       |            |                                    |
| 2014年   | 《慢跑之中》           | 家瑋       |            |                                    |
| 2015年   | 《愛嫁不嫁》           | 愛麗絲     |            |                                    |
| 2016年   | 《衣櫃裡的貓》         | 晴晴       | 公共電視   |                                    |
| 2016年   | 《重新。沒來過》       | 張嬿純     | KKTV       | 原創網路電影                       |
| 2016年   | 《王牌御史之獵妖教室》 | 李歐娜     | 愛奇藝     | 中國網路大電影                     |
| 2017年   | 《最後的詩句》         | 雨婷       | 公共電視   |                                    |
| 2017年   | 《AR盜夢事件》         | 朵拉       | 公共電視   |                                    |
| 2017年   | 《回家的路》           | 卡拉       |            | 林俊傑「偉大的渺小」音樂概念微電影 |
| 2018年   | 《烏鴉燒》             | 心潔、Pink | 客家電視台 |                                    |

### 短篇電影
| 播出日期 | 劇名           | 飾演 | 備註 |
| 2025年   | 《雲在兩千米》 |      |      |

### 長篇電影
| 年份   | 劇名                 | 飾演          | 備註                                                      |
| 2014年 | 《想飛》             | 喬千惠        |                                                           |
| 2016年 | 《遇见崆峒》         | 洛曉夕        |                                                           |
| 2017年 | 《龍先生》           | Lily          |                                                           |
| 2018年 | 《匠心》             | 方寒冰        |                                                           |
| 2018年 | 《引爆點》           | 金敏照        |                                                           |
| 2019年 | 《江湖無難事》       | 香耐鵝/小青   | 入圍第56屆金馬獎最佳女配角 獲得第22屆台北電影獎最佳女配角 |
| 2019年 | 《真愛神出來》       |               |                                                           |
| 2021年 | 《女海盜：成名之路》 | 鄭一嫂        | VR電影                                                    |
| 2022年 | 《夜叉：浴血諜戰》   | Eleven        | 韓國電影                                                  |
| 2022年 | 《科學少女》         | 蔡宜君/艾普洛 |                                                           |
| 2024年 | 《鬼才之道》         | 潔西卡        |                                                           |
| 2024年 | 《破浪男女》         |               |                                                           |
| 2025年 | 《96分鐘》           |               |                                                           |
| 2026年 | 《死亡賭局》         |               |                                                           |

### 音樂錄影帶
- 2021年 林宥嘉／動力火車／周蕙／耿斯漢／F.I.R／李友廷／郁可唯／Karencici／陳昊森／閻奕格／文慧如／沒有才能《城裡的月光2021 Moonlight in the City （页面存档备份，存于）》
- 2022年 李友廷《記得我》

### 廣告
- 樂事洋芋片
- 家樂福─四千金篇
- 麥當勞早餐
- 統一雅哈咖啡
- 諾比舒冒
- 萬事達卡
- 綠的家具
- 台灣房屋
- 吉列活能滋養霜
- 上海大眾斯柯達─真實感悟真愛生活篇
- 黑人牙膏 成長篇
- 綠箭口香糖 牛車篇
- 佳麗寶 DEW SUPERIOR潤活優護系列
- 中國賓士汽車
- 雪碧
- 中国福特汽车年度形象
- YAMAHA 铁男本色BW’S R无畏登场
- 中國奧迪汽車

### 活動大使
- 国家地理频道 菁英战士：雷虎小组
- 全球女性影響力論壇—女力響應大使
- 美麗樂 葆黛綠荷BOTANIC 品牌大使

### 主持節目
- MIT台灣誌(體驗人)

## 音樂作品
| 日期   | 曲名         | 專輯               | 備註 |
| 2015年 | Let It Be Me | 《想飛》電影原聲帶 |      |

## 獎項紀錄
| 年份   | 頒獎典禮         | 獎項                       | 影片                           | 角色        | 結果 |
| ------ | ---------------- | -------------------------- | ------------------------------ | ----------- | ---- |
| 2019年 | 第56屆金馬獎     | 最佳女配角                 | 《江湖無難事》                 | 香耐鵝/小青 | 提名 |
| 2020年 | 第22屆台北電影獎 | 最佳女配角                 | 《江湖無難事》                 | 香耐鵝/小青 | 獲獎 |
| 2022年 | 第57屆金鐘獎     | 迷你劇集／電視電影女配角獎 | 《比悲傷更悲傷的故事：影集版》 | 余晨曦      | 提名 |
| 2025年 | 第27屆台北電影獎 | 最佳女配角                 | 《鬼才之道》                   | 潔西卡      | 提名 |

## 外部連結
- 姚以緹‧Eleven的Facebook專頁
- 姚以緹的Instagram帳戶
- 姚以緹的新浪微博
- 姚以緹在香港影庫上的簡介